# Ingo Walde
Ingo Walde (* 24. Juni 1941 in Abtenau) ist ein österreichischer Veterinärmediziner. Sein Spezialgebiet ist die Augenheilkunde (Ophthalmologie).

## Leben
Ingo Walde wurde als Sohn des Juristen und österreichischen Malers Volker Walde in Abtenau geboren. Sein Onkel ist der österreichische Maler Alfons Walde.
Walde studierte an der Tierärztlichen Hochschule Wien und war bis zum Ende des Studiums 1968 wissenschaftliche Hilfskraft bei Oskar Schaller (1923–2012, Rektor der Veterinärmedizinischen Universität Wien). 1970 erfolgte die Promotion zum Dr. med. vet. mit dem Dissertationsthema „Fluoreszenzangiographie des Augenhintergrundes bei Hund und Pferd“ bei Otto Überreiter. Ab 1968 war es Assistenzarzt an der Klinik für Chirurgie und Augenheilkunde der Tierärztlichen Hochschule und späteren Veterinärmedizinischen Universität Wien, ab 1977 Leiter der Augenstation und Oberarzt an der Tierärztlichen Hochschule Wien. 1982 erfolgte seine Habilitation mit der Habilitationsschrift „Glaukom beim Hunde“. 
Von 1989 bis zur Emeritierung im Januar 2002 war er Leiter der Abteilung für Veterinärophthalmologie an der Klinik für Chirurgie und Augenheilkunde der Veterinärmedizinischen Universität Wien. 1997 erfolgte seine Bestellung zum Universitätsprofessor an der Veterinärmedizinischen Universität Wien. Walde ist Gründer und Leiter des Arbeitskreises Veterinärophthalmologie (AKVO) Österreichs. Der AKVO ist die Vereinigung für Diagnostik genetisch bedingter Augenerkrankungen und wurde 1993 gegründet. Er ist Gründungsmitglied und Diplomate des European College of Veterinary Ophthalmologists (ECVO), das im gleichen Jahr gegründet wurde.
Ingo Walde veröffentlichte rund 100 wissenschaftliche Publikationen zum Schwerpunkt Ophthalmologie und hielt rund 150 Vorträge.
Ingo Walde lebt in Wien.

## Werke
- Ingo Walde/Schäffer/Köstlin: Atlas der Augenerkrankungen bei Hund und Katze. 1. Auflage 1989, Schattauer. 2. Auflage 1997 (Übersetzungen: italienisch, französisch, spanisch), 3. Auflage 2008: Walde/Nell/Schäffer/Köstlin: Augenheilkunde, Lehrbuch und Atlas, Hund, Katze, Kaninchen und Meerschweinchen.
- Ingo Walde: Augenkrankheiten. In: Niemand/Suter: Praktikum der Hundeklinik. ab 6. Auflage 1989, Parey. 10. Auflage: Walde/Nell: Augenkrankheiten. in: Suter/Kohn, 2006.
- Nell/Ingo Walde: Augen. In: Grünbaum/Schimke: Klinik der Hundekrankheiten. 3. Auflage 2007, Enke.